# قسطجون (هنارس)
قسطجون هنارس هي بلدية تقع في مقاطعة وادي الحجارة في قشتالة والمنشف في إسبانيا. بلغ عدد سكان البلدية 106 نسمة وفقًا لتعداد عام 2004 (INE).